# Siró Maszamune
Siró Maszamune (士郎 正宗; Hepburn: Shirō Masamune, angol nyelvterületen gyakran Masamune Shirow; Kóbe, Hjógo prefektúra, 1961. november 23. –) nemzetközileg elismert mangaművész, született Óta Maszanori (太田 まさのり; Hepburn: Ōta Masanori) néven.
Siró Maszamune egy írói álnév, amely egy a 14. században élt legendás kardkovácsot idézi, Maszamunét. A legismertebb mangája a Ghost in the Shell, ami animációs filmek, animesorozatok, és számos videójáték alapjául szolgált.

## Élete
Az író-grafikus 1961. november 23-án született Japánban, a Hjógo prefektúra fővárosában Kóbe-ban. Gimnazista korában már az iskolaújság felkérésére készített illusztrációkat. A karikatúrák és a rövid történetek azonban nem kínáltak számára kellően tágas teret, ezért úgy döntött, hogy a japán képregény frontján próbálja ki tehetségét. Siró 19 évesen, az Oszakai Művészeti Egyetem diákjaként debütált az Atlas fanzinben a Black Magic című mangájával. Ekkor figyelt fel rá a Seishinsha, egy osakai kiadó elnöke, Harumicsi Aoki, és felkérte Sirót, egy manga elkészítésére.
Első hivatalos munkája így rögtön az Appleseed sorozat volt, ami teljesen szokatlan volt a mangaiparban.
Az Appleseed készítésével párhuzamosan, Siró tanítani kezdett, de öt év után otthagyta a tanári pályát, mert nem értett egyet a tanítási módszerekkel. Ez után kezdett bele talán legismertebb munkájába, a Ghost in the Shell-be.
Siró a mai napig Kóbe városban él, gyakorlatilag elzárkózva a világtól.

## Művei
- Black Magic M-66 (1983)
- Appleseed – Book 1 (1985)
- Appleseed – Book 2 (1985)
- Dominion (1986)
- Appleseed – Book 3 (1987)
- Appleseed – Book 4 (1989)
- Ghost in the Shell (1991)
- Orion (1991)
- Intron Depot 1 (1992) Siró első művészeti albuma
- Dominion: Conflict 1 (1995)
- Intron Depot 2 – Blades (1998) Siró második művészeti albuma
- Ghost in the Shell 2: Man/Machine Interface (2001)
- Intron Depot 3 – Ballistics (2003) Siró harmadik művészeti albuma
- Ghost in the Shell 1.5: Human Error Processor (2003)
- Intron Depot 4 – Bullets (2004) Siró negyedik művészeti albuma

### Magyarul
- Dominion. A tankosztag; ford. Kálovics Dalma; Fumax–Goodinvest, Bp., 2008